# Diego Rosa
Diego Rosa (Corneliano d'Alba, Piamonte, 27 de marzo de 1989) es un ciclista italiano que fue profesional desde 2013 hasta 2022.

## Palmarés
2012 (como amateur)
- Giro del Friuli Venezia Giulia, más 1 etapa

2015
- Milán-Turín

2016
- 1 etapa de la Vuelta al País Vasco

2018
- Settimana Coppi e Bartali[3]

## Resultados en Grandes Vueltas
| Carrera | Carrera         | 2013 | 2014 | 2015 | 2016 | 2017 | 2018 | 2019 | 2020 | 2021 | 2022 |
| ------- | --------------- | ---- | ---- | ---- | ---- | ---- | ---- | ---- | ---- | ---- | ---- |
|         | Giro de Italia  | 22.º | Ab.  | 23.º | —    | 55.º | —    | —    | —    | —    | 77.º |
|         | Tour de Francia | —    | —    | —    | 37.º | —    | —    | —    | Ab.  | —    | —    |
|         | Vuelta a España | —    | —    | 20.º | —    | 53.º | —    | —    | —    | —    | —    |

—: no participa

Ab.: abandono